# Arroyo Malo (islas Malvinas)
El arroyo Malo (denominado también río Malo, en inglés: Malo River), es un río en la Isla Soledad, Islas Malvinas. Su nombre se deriva del puerto bretón de Saint-Malo (como así también la raíz de "Malvinas" - "Malouines"), debido a la colonia francesa establecida en Puerto Soledad en 1764.
Está situado en el norte de la Isla Soledad, y desemboca en la bahía de la Maravilla, al sur del monte Malo fuera de las alturas Rivadavia en la tierra de nadie. Nace cerca del monte Simón.
El combate de Top Malo House tuvo lugar cerca del río durante la guerra de las Malvinas.